# 維也納地鐵3號線
維也納地鐵3號線（德語：Wiener U-Bahnlinie 3）是奧地利維也納的一條地鐵路線。維也納地鐵U3線全長13.4公里，是維也納地鐵路線網中長度最短的。

## 外部連結
- 维基共享资源上的相關多媒體資源：維也納地鐵3號線